# Les Cinq Sous de Lavarède (film, 1927)
Pour les articles homonymes, voir Les Cinq Sous de Lavarède (homonymie).
Pour plus de détails, voir Fiche technique et Distribution.
Les Cinq Sous de Lavarède est un film français réalisé par Maurice Champreux et sorti en 1925.

## Fiche technique
- Titre : Les Cinq Sous de Lavarède
- Réalisation : Maurice Champreux
- Scénario : Arthur Bernède, d'après le roman de Paul d'Ivoi et Henri Chabrillat[1]
- Photographie : Gaston Grimault et Léon Morizet
- Production : Films Luminor - Société des cinéromans
- Pays d'origine :  France
- Format : Noir et blanc - 1,33:1
- Date de sortie : France - 14 octobre 1927

## Distribution
- Georges Biscot : Armand Lavarède
- Janine Liezer : Miss Aurett Murlyton
- Paulette Berger : Martine Binguett
- Carlos Avril : Prosper Bouvreuil
- Anna Lefeuvrier : Pénélope Bouvreuil
- Jean-David Évremond : Jack Murlyton
- Léo Courtois